# La viuda de la mafia
La viuda de la Mafia es una exitosa serie colombiana, producida y transmitida por RCN Televisión en el año 2004.
Protagonizada por Carolina Gómez y Abel Rodríguez, con la actuación antagónica de Patrick Delmas, Katherine Porto, Nicolás Montero y la primera actriz Margalida Castro, además de la actuación especial de Ricardo Vélez.
Una cuidadosa asesoría que incluyó entrevistas a verdaderas esposas de jefes del narcotráfico da un toque de realidad a esta telenovela colombiana que tiene poco que envidiarle a una serie de acción. Una mujer descubre,  tras el asesinato de su marido, que su familia lucra del narcotráfico, que sus hijos están en peligro, que la sociedad la señala como criminal y que el hombre del que acaba de enamorarse es un agente encubierto.

## Historia
Diana Martín de Montes es una azafata que dejó su vida profesional a un lado para dedicarse a su familia. Su marido, Octavio Montes, es un piloto comercial proveniente de una familia adinerada.
Diana, junto a su esposo e hijos, emprenden lo que aparentaba ser un exótico viaje de aventura por las selvas colombianas, para celebrar su supuesta segunda luna de miel. Ella pensaba que su vida era perfecta hasta que, en medio de una persecución, descubre que al gran amor de su vida lo buscan por el cargo de narcotráfico. 
En medio de una balacera, el esposo de Diana muere, convirtiéndola en "La viuda de la mafia", una mujer a quien todos, y en especial las autoridades, señalan como el eje de toda una organización ilegal, que esconde una enorme fortuna. Además la División de Policía Judicial (DPJ), pierde en la persecución a uno de sus detectives, quien resulta ser el compañero y cuñado de Camilo Pulido, que no descansará hasta vengarse de la familia Montes, y de Diana.
La DPJ inicia un operativo en el que infiltran a uno de sus mejores detectives, Camilo Pulido, para así desenmascararla a ella, la típica mujer de la mafia: joven, bonita, complaciente, rica, y sin escrúpulos. Camilo Pulido se hará pasar por un escolta, encargado de la seguridad de la Viuda.
En apariencias, todo está perfectamente claro. Pero a medida que Camilo se acerca a Diana, y la empieza a conocer, se da cuenta de que ella es todo lo contrario a lo que todos piensan, la situación se vuelve confusa. Ella ya no parece ser culpable y hasta podría ser inocente, la obsesión de Camilo rebasará el interés profesional. Lo que todavía no saben es que detrás de ella, de la fortuna y de los negocios, está el verdadero cerebro: Aníbal Montes.

## Reparto

### Principal
En orden de aparición del cabezote
| Actor/ Actriz       | Personaje                           |
| ------------------- | ----------------------------------- |
| Carolina Gómez      | Diana Martín de Montes              |
| Abel Rodríguez      | Camilo Pulido Frank García "Veneno" |
| Patrick Delmas      | Aníbal Montes                       |
| Katherine Porto     | Ximena Ramírez                      |
| Nicolás Montero     | Carlos Alberto "Cabeto" Montes      |
| Luis Eduardo Arango | Lizandro Ramírez                    |
| Ernesto Benjumea    | Humberto "Lamberto"                 |
| Constanza Duque     | Dora de Martín                      |
| Margalida Castro    | Inés de Montes                      |
| Andrea Montenegro   | Clara María López "Clarabella"      |
| Cecilia Navia       | Aurora Pulido de Mesa               |
| Sebastián Martínez  | Elkin Alejandro Montes              |
| Lucas Velázquez     | Samuel Martín                       |
| Johana Bahamón      | Karen Frías                         |

### Secundario
En órden alfabético
| Actor/ Actriz           | Personaje                           |
| ----------------------- | ----------------------------------- |
| Alejandra Pinzón        | Jenni Paola "Yeni" de Cruz          |
| Abel Rodríguez          | Camilo Pulido Frank García "Veneno" |
| Bayardo Ardila          | Pascual                             |
| Carlos Serrato          | Abel Cruz                           |
| Carolina Sepúlveda      | María                               |
| Catalina Gómez          | María Luisa Bernal                  |
| Horacio Tavera          | Sicario de Abel Cruz                |
| Joavany Álvarez         | Albeiro Malaber                     |
| Juan Carlos Campuzano M | Lucho                               |
| Juan Manuel Gallego     | Verner                              |
| Juan Pablo Franco       | Álvaro Mesa                         |
| Patricia Tamayo         | Victoria de Frías                   |
| Santiago Alarcón        | Osvaldo                             |
| Sergio Jaimes Herrera   | Andrés Frías                        |

### Actuación Especial
| Ricardo Vélez | Octavio "El Capi" Montes |

## Premios TvyNovelas 2005
- Mejor actriz protagónica: Carolina Gómez
- Mejor actor antagónico: Patrick Delmas
- Mejor actor revelación: Sebastian Martínez
- Mejor tema musical de novela: Tan solo palabras, Marc Anthony

## Premios India Catalina 2005
- Mejor actor antagónico: Patrick Delmas
- Mejor actor revelación: Sebastian Martínez

## Premios Tiempo 2005
- Mejor telenovela
- Mejor actriz: Carolina Gómez
- Mejor malvado: Patrick Delmas

## Cartagena Film Festiva 2005
- Mejor actor de reparto: Patrick Delmas

## Premios el Espectador
- Mejor telenovela
- Mejor villano: Patrick Delmas
- Mejor actor de reparto: Nicolas Montero
- Mejor director: Sergio Osorio, Herney Luna

## Premios Nuestra Colombia
- Mejor telenovela
- Mejor actriz protagónica: Carolina Gómez
- Mejor villano: Patrick Delmas
- Mejor libreto: Gilma Peña, Nubia Barreto